# Low smoke zero halogen
Low smoke zero halogen, indicati come cavi senza alogeni nella documentazione tecnica in italiano, conosciuti con gli acronimi LSOH, LS0H o LSZH (Low Smoke Zero Halogen, in documenti tecnici in inglese anche LSFH o OHLS), sono dei cavi di bassa e media tensione che non contengono alogeni e che, in caso d'incendio, garantiscono una produzione assai limitata di fumi opachi e gas tossici e corrosivi.
In virtù della composizione della guaina in polimeri termoindurenti o termoplastici privi di alogeni, in tali condizioni essi producono infatti un'emissione assai limitata di fumo e composti tossici (come ad esempio l'acido cloridrico), a differenza delle normali guaine termoplastiche in PVC o poliuretani.
Per essere definiti tali, devono essere in grado di superare le prove previste dalle norme EN 50267 e 50268 (CEI 20-37). Tipicamente i cavi costruiti a tal fine ottemperano anche altre norme relative al comportamento in caso d'incendio, come EN 60332 (CEI 20-35), riguardo alla capacità di non propagare la fiamma, e CEI 20-22, non propagazione d'incendio (cioè autoestinguente anche quando installato in fascio), o resistenza al fuoco (CEI 20-36). La norma CEI 20-38 ne riassume le caratteristiche e s'intitola "Cavi senza alogeni isolati in gomma, non propaganti l'incendio, per tensioni nominali U0/U non superiori a 0,6/1 kV".
Le norme non prevedono siano contraddistinti da un colore specifico, per quanto nella tabella CEI UNEL 00721 il colore verde venga riportato come opzione per i cavi CEI 20-38.
Il loro uso è suggerito e previsto (a livello progettuale es. dalle norme CEI 11-17 e 64-8, a livello legale nel decreto del 22 febbraio 2006 del Ministero dell'Interno) in special modo in luoghi pubblici ad alta densità umana (come alberghi, discoteche, scuole, ospedali, metropolitane, palazzetti dello sport ecc.), per preservare beni di interesse storico-artistico e apparecchi costosi o sensibili a fumi e gas corrosivi.